# Satomi (お笑い芸人)
satomi（さとみ、1978年8月22日 - ）は、日本のお笑い芸人。大阪府出身。本名、嶋岡 里美（しまおか さとみ）。アミー・パーク所属。かつてはワタナベエンターテインメント、松竹芸能、フリーで活動していた。

## 来歴・人物
2002年当時はワタナベエンターテインメントに所属、同年、にしおかすみことコンビ『つぶつぶ』を結成。つぶつぶは2005年に解散。その後、ピン芸人『satomi』として活動、松竹芸能に移籍。
中学、高校とバレーボールをやっていた。
公称スリーサイズがB100cm、W85cm、H100cmであり、よゐこの濱口優に「残念なボディー」と言われていたことがある。また、顔が「小池栄子に似ている」と自称していることもあった。
R-1ぐらんぷりでは、2016年に初の準決勝進出。2017年からアミー・パークに所属。
2020年8月17日、活動を休止する事を発表した。

## 芸風
主に一人コントであり、幼稚園の先生、体操のお姉さん、『キャッツ・アイ』のような女怪盗などをこれまでに演じている。「見所は決め顔」と言う。

## 出演
- JNNニュースの森（TBSテレビ） - 『女芸人特集』
- H2〜君といた日々（TBSテレビ） - 第4話、女子高生役
- イツザイ（テレビ東京） - 『インディーズ芸人オーディション』2009年5月30日初出演。キャッチコピーは「ミステリアスガール」
- イツザイS（テレビ東京）
- やりすぎコージー（テレビ東京）- 2009年6月22日『芸人1300人が選ぶ! 今最もおもしろい芸人決定!! カウントダウン芸人2009』
- テレ遊びパフォー!（NHK総合） - 2009年9月12日『パフォー!×イツザイ コラボスペシャル』
- ジャガイモン（テレ朝チャンネル） - 2009年12月24日
- 半分エスパー（フジテレビTWO）
- 爆笑レッドシアター（フジテレビ） - 『ホワイトシアター』2010年5月26日
- 森田一義アワー 笑っていいとも!（フジテレビ） - 2010年10月1日
- NEWCOMER LIVESHOW シンガタ（日本テレビ）- 2010年10月16日
- 新世紀ネタキング決定戦（TOKYO MX、2011年2月3日放送）
- R-1ぐらんぷり2016 決勝戦（関西テレビ・フジテレビ系）- 2016年3月6日、復活ステージ出場者として出演
- ツギクルもん（フジテレビ）- 2016年3月12日、「ババア流星群」のメンバーとして出演